# Stanislav Vartovník
Stanislav Vartovník (ur. 23 lutego 1978 w Popradzie) – słowacki siatkarz, występujący na pozycji przyjmującego lub atakującego. Mistrz i zdobywca Pucharu Czech z drużyną Chance Odolena Voda. Grał również w polskim Chemika Bydgoszcz. W 2008 roku musiał zakończyć karierę zawodniczą z powodu wykrycia poważnej wady serca.

## Kluby
| Klub                                 | Kraj   | Od        | Do        |
| ------------------------------------ | ------ | --------- | --------- |
| VKPU Prešov                          | Czechy | 1998–1999 | 2001–2002 |
| Chance Odolena Voda                  | Czechy | 2002–2003 | 2003–2004 |
| Mostostal-Azoty SSA Kędzierzyn-Koźle | Polska | 2004–2005 | 2005–2006 |
| Chemik Bydgoszcz                     | Polska | 2006–2007 | 2008      |

## Sukcesy
- 2003 – wicemistrzostwo Czech
- 2003 – Puchar Czech
- 2004 – mistrzostwo Czech